# Klaus Basikow
Klaus Basikow (* 12. Juni 1937; † 5. März 2015 in Berlin) war ein deutscher Fußballspieler, der als Torhüter von Tasmania Berlin 14 Spiele in der Fußball-Bundesligasaison 1965/66 bestritt.

## Laufbahn

### BFC Südring Berlin, 1947 bis 1959
Der aus der Jugend des BFC Südring Berlin stammende Basikow spielte als B-Jugendlicher noch Mittelstürmer, als er auf einem Berliner DFB-Sichtungslehrgang in Wannsee (unter Leitung von Sepp Herberger, Fritz Walter, Dettmar Cramer und Georg Gawliczek) im Tor aushalf und sein Talent entdeckt wurde.
Als Torhüter stieg der gelernte Dreher mit der BFC-Mannschaft 1956 als Meister der Amateurliga Berlin in die Stadtliga Berlin auf. Als Berliner Vertreter nahm Südring an den Spielen um die deutsche Amateurmeisterschaft teil, wobei man in der Vorschlussrunde am späteren Deutschen Amateurmeister Spvgg. 03 Neu-Isenburg scheiterte. Der Aufsteiger stieg als 11. nach der Saison 1956/57 – Basikow hatte in 17 von 22 Spielen das BFC-Tor gehütet – postwendend wieder ins Amateurlager ab. Im Jahr der Fußball-Weltmeisterschaft 1958 gelang Südring mit Torhüter Basikow als Vizemeister der erneute Aufstieg in die Stadtliga.
Das 20-jährige Berliner-Torhütertalent wurde in dieser Saison zweimal in die deutsche Fußballnationalmannschaft der Amateure berufen. Am 12. Oktober 1957 fand in Ilford das Länderspiel gegen England statt. Die DFB-Mannschaft gewann das Freundschaftsspiel mit 3:2 Toren. Willi Gerdau und Karl-Heinz Schnellinger hatten dabei die Verteidigerposition inne. Das zweite Länderspiel am 4. Mai 1958 in Le Mans gegen Frankreich ging mit 2:4 Toren verloren. Trotz des erfahrenen Mittelläufers und Spielführers Herbert Schäfer konnte die Abwehr nicht überzeugen.
In seinem zweiten Jahr in der Stadtliga mit dem BFC Südring, 1958/59, absolvierte Basikow alle 33 Pflichtspiele. Auch die Anstrengungen der Mitspieler Kurt Podratz und Peter Schlesinger konnten den erneuten Abstieg nicht verhindern. Die Mannschaft aus dem Katzbachstadion in der Dudenstraße stieg in die Amateurliga ab und Klaus Basikow nahm das Angebot von Tasmania Berlin an und blieb damit in der Stadtliga.

### Tasmania Berlin, 1959 bis 1966
Mit Tasmania konnte Basikow in den Jahren 1960 und 1962 die Meisterschaft in der Stadtliga Berlin feiern. In den Endrunden zur deutschen Fußballmeisterschaft kam er aber nicht zum Einsatz, Hans-Joachim Posinski verteidigte mit Erfolg seinen Stammplatz im Tas-Gehäuse. Erst in der vierten Runde, 1962/63, konnte er mit 14 Einsätzen „Jockel“ Posinski den Platz streitig machen. Insgesamt bestritt Basikow von 1959 bis 1963 für Tasmania 41 Oberligaspiele. Am 12. September 1962 kam er bei der 2:3-Niederlage bei DOS Utrecht zu einem Einsatz im Messecup.
In den zwei Runden Regionalliga Berlin, 1963/64 und 1964/65, war Basikow dann die unumstrittene Nummer eins im Tor von Tasmania. Beim Meisterschaftsgewinn 1964 kam er auf 27 Spiele, als der Titelverteidiger 1965 auf dem 3. Rang landete, bestritt er 26 Spiele. In der Bundesliga-Aufstiegsrunde 1964 bestritt er alle sechs Spiele gegen Borussia Neunkirchen, St. Pauli und Bayern München. Herausragend waren dabei die zwei Heimsiege gegen Borussia Neunkirchen (5:1) und den FC Bayern München. Die Münchner verloren vor 40.000 Zuschauern am 24. Juni 1964 mit 0:3 Toren in Berlin. Insgesamt bestritt er 53 Regionalligaspiele für die Tasmania.
Da Hertha BSC wegen Verstoßes gegen das Lizenzspielerstatut 1965 aus der Bundesliga strafversetzt wurde, nahm der DFB Tasmania Berlin zur Runde 1965/66 als Berlin-Vertreter in die Bundesliga auf. Ohne sportliche Voraussetzungen, daran änderte auch nichts die Verpflichtung von Horst Szymaniak, wurde es zu einem Desaster für Verein und Spieler. Begann die Runde am 14. August 1965 vor 81.000 Zuschauern durch den 2:0-Heimsieg gegen den Karlsruher SC hoffnungsvoll, Basikow hütete das Tor, so standen am Rundenende deprimierende 8:60 Punkte auf der Habenseite des Absteigers Tasmania. Basikow, der sich beim Aufwärmen vor seinem Einsatz am zweiten Spieltag gegen Borussia Mönchengladbach schwer am Rücken verletzte, hatte nach dem Starttag noch weitere dreizehn Spiele absolviert. Bei seinem letzten Bundesligaeinsatz am 26. März 1966 waren noch 1.500 Zuschauer im Stadion. Im Nachhinein war Klaus Basikow, der das Spiel nur mit Schmerzmitteln überstanden hatte, darüber sicherlich froh, der Meidericher SV gewann das Spiel in Berlin mit 9:0 Toren – bis heute die höchste Heimniederlage einer Mannschaft in der Bundesliga.

## Trainer und Funktionär
Schon während der Bundesliga-Saison 1965/66 erwarb Basikow die B-Lizenz als Fußball-Trainer. Nachdem er 1966 seine aktive Laufbahn als Spieler beendet hatte, übernahm er das Traineramt beim BBC Südost. 1976 ergänzte er, von Meppen aus, wo er als Trainer arbeitete, an der Deutschen Sporthochschule in Köln seine A-Lizenz. 1969 stieg er mit dem BBC Südost in die Amateurliga auf und wurde 1972 mit Wacker 04 Berliner Meister und Pokalsieger. Sein letztes hauptberufliches Trainer-Engagement hatte Klaus Basikow bei Tennis Borussia Berlin 1977, bevor er noch einmal eine Ausbildung für den Berliner Verwaltungsdienst aufnahm. Nach der Übernahme in den Berliner Senatsdienst arbeitete er nur noch nebenberuflich als Fußball-Lehrer. Klaus Basikow verstarb am 5. März 2015 in Berlin.

### Trainerstationen
- 1966–1970 BBC Südost (A-Klasse, Amateurliga)
- 1970–1974 Wacker 04 Berlin (Regionalliga)
- 1974–1976 SV Meppen (Amateur-Oberliga Nord)
- 1976–1978 Wacker 04 Berlin (2. Bundesliga Nord, Amateur-Oberliga)
- 197800000 Tennis Borussia Berlin (2. Bundesliga Nord)
- 1978–1979 Wacker 04 Berlin (2. Bundesliga Nord)
- 1979–1986 Wacker 04 Berlin (Amateur-Oberliga, Landesliga)
- 1986–1988 1. Traber FC Mariendorf (Amateur-Oberliga)
- 1988–1998 Wacker 04 Berlin (Amateur-Oberliga, NOFV-Oberliga, Verbandsliga)

(1994 als S.G. Wacker-Alemannia 1890 Berlin, ab 1998 als BFC Alemannia 1890 Wacker)
- 1998–2005 BFC Alemannia 1890 Wacker (Verbandsliga und dazu 1. Vorsitzender)
- 2008–2010 wieder Trainer beim BFC Alemannia 90 Wacker.